# The Hangover Part II
The Hangover: Part II (¿Qué pasó ayer? Parte 2 en Hispanoamérica y Resacón 2: Ahora en Tailandia en España) es una película de 2011 dirigida por Todd Phillips y protagonizada por Bradley Cooper, Justin Bartha, Zach Galifianakis y Ed Helms. La secuela de The Hangover (2009) se estrenó el 26 de mayo de 2011 en Estados Unidos y The Hangover Part III en 2013. Estuvo nominada a dos Premios Razzie como peor secuela/remake y peor actor secundario (Ken Jeong).

## Argumento
Dos años después de su aventura en Las Vegas, Stuart "Stu" Price (Ed Helms) va a casarse con Lauren (Jamie Chung) en Tailandia. Phil Wenneck (Bradley Cooper), Alan Garner (Zach Galifianakis) y Doug Billings (Justin Bartha) viajan a Tailandia para celebrar la boda de Stu y Lauren. Para gran consternación de Alan, se les une el hermano menor de Lauren, Teddy (Mason Lee). Durante el brindis del padre de Lauren (Nirut Sinijanya), da un discurso a todos los invitados en el cual deja en ridículo a Stu y lo compara con el arroz que se les da a los enfermos mentales. Al final de la noche, Stu va con Phil, Doug, Alan y Teddy a una playa para tomar una cerveza. Sentados en una fogata y comiendo malvaviscos que trajo Alan, el grupo da brindis a Stu y Lauren por su felicidad futura. 
A la mañana siguiente, Phil, Stu y Alan despiertan en la habitación de un hotel sucio en pleno Bangkok, sin recordar nada de lo que pasó la noche anterior. Al despertar ven que allí se encuentra con ellos Leslie Chow (Ken Jeong) —quien se hizo amigo de Alan después de los acontecimientos en Las Vegas—- y un mono capuchino fumador empedernido. Stu tiene un tatuaje en la cara (una réplica del tatuaje de Mike Tyson), y la cabeza de Alan está rapada completamente. Los chicos descubren horrorizados el dedo de Teddy dentro de un cubo de hielo derretido y descubren que Teddy ha desaparecido sin dejar rastro. Chow les va contando lo que pasó la noche anterior, pero justo cuando iba a contar lo que le pasó a Teddy, aparentemente muere después de inhalar una raya de cocaína. Presos del pánico, Stu, Phil y Alan deciden esconder el cuerpo de Chow en un congelador.
Phil llama a Doug al móvil y se alivia al saber que Doug está bien. Doug le cuenta que no sabe lo que pasó la noche anterior, ya que tuvo que irse inmediatamente porque su esposa, Tracy (Sasha Barrese) se encontraba muy mal. Después de un rato Doug llama a Phil y le dice que la noche anterior Teddy fue detenido por la policía por provocar disturbios, y que si van a la comisaría lo soltarán sin hacer preguntas. Stu, Phil y Alan van a la comisaría a recoger a Teddy, pero en su lugar les dan a un anciano en silla de ruedas, monje budista que llevaba la documentación de Teddy. El monje sabe más de lo que pasó la noche anterior, pero no revela nada: él ha hecho un voto de silencio, y rechaza también una alternativa como escribir algo. Después de encontrar una tarjeta de negocios, viajan a un barrio en ruinas humeantes. Ellos entran a un salón de tatuajes cercano donde Stu se hizo su tatuaje, y se enteran de que habían provocado disturbios y que Teddy le dio su sudadera donde llevaba su documentación al monje y por eso el monje llevaba la documentación de Teddy cuando lo detuvieron. El trío luego regresa al templo del monje budista, allí unos monjes dicen que pueden intentar recordar lo que pasó la noche anterior mediante un ritual de meditación. Alan es capaz de recordar que habían estado en un club de estriptis. Allí se enteran de que Stu había mantenido relaciones sexuales con una prostituta transexual (Yasmin Lee). Al salir, el grupo es atacado por dos mafiosos rusos que a punta de pistola, dicen que el mono es suyo y que se los devuelvan. Alan devuelve el mono, pero los mafiosos le disparan a Phil en el brazo.
Después de que Phil es tratado en una clínica, Alan confiesa que él los había drogado con los malvaviscos que se comieron en la noche anterior, con relajantes musculares y medicamentos para el TDAH para dormir a Teddy, pero accidentalmente mezcló las bolsas, lo que enfurece a Phil. Después de ver una anotación que estaba escrita en la panza de Alan en la cual ponía que tenían que ir a un restaurante a una reunión a las 6 de la tarde, van allí y se encuentran con otro mafioso, Kingsley (Paul Giamatti), que exige el código de Chow de la cuenta bancaria y la contraseña para la mañana siguiente a cambio de Teddy. Vuelven al congelador del hotel para tratar de encontrar la contraseña en el cadáver de Chow, pero sorprendentemente descubren que Chow no está muerto, resulta que después de inhalar la raya de cocaína, se le paró el corazón durante unos minutos y después volvió a latirle de nuevo. Chow les dice que guarda la contraseña dentro del chaleco del mono, pero hace unas horas le devolvieron el mono a unos mafiosos rusos. Phil, Stu, Alan y Chow consiguen robar el mono a los mafiosos después de una violenta persecución en auto en la cual el mono fue herido de un disparo. Después de tomar la contraseña y dejar al mono en una clínica veterinaria, el grupo completa el acuerdo con Kingsley. De repente, aparecen agentes de la Interpol y arrestan a Chow. Kingsley resulta ser un agente secreto, que le dice al grupo que la policía había utilizado la información que Teddy había desaparecido para arrestar a Chow y Kingsley en realidad no sabe dónde está Teddy.
Desesperados y sin pistas, Phil decide llamar a Tracy para decirle que Teddy había desaparecido y que no saben donde está. Mientras están sentados en un bar local pensando que hacer, en ese momento Stu tiene una revelación y de repente se acuerda de dónde realmente está Teddy y se dirigen de nuevo al hotel donde encuentran a Teddy en el ascensor del hotel vivo (aunque con un dedo menos). Resulta que la noche anterior Teddy había perdido un dedo al hacer una apuesta en el juego del cuchillo cortándoselo él mismo. Metió el dedo en un cubo de hielo, y al derretirse el hielo tomó el ascensor para subir a la planta donde estaba el congelador para obtener más hielo para su dedo, pero en ese momento se fue la luz y se quedó atrapado en el ascensor. Para fortuna del grupo, Teddy revela que llevaba en el bolsillo las llaves de la lancha motora de Chow y usan la lancha para llegar a la boda de Stu a tiempo.
Al llegar a la boda, el padre de Lauren está a punto de cancelar la boda, sin embargo Stu hace un discurso desafiante, harto de que lo dejen en ridículo y de que lo comparen con el arroz que se le da a los enfermos y en cambio dice que él es de hecho una persona bastante salvaje y le pide que por favor les de su maldita bendición, por otro lado e impresionado por el carácter de Stu, el padre de Lauren le da finalmente su bendición a la pareja. Después de la boda, Alan sorprende a Stu con un regalo especial en el baile posterior a la recepción: un espectáculo musical con Mike Tyson como invitado especial. Por otro lado, Teddy descubre más adelante que él había tomado muchas fotos durante la noche que no recuerdan en su teléfono celular, pero como estaba sin batería desde hace dos días, por eso no pudo llamarlos cuando se quedó atrapado en el ascensor, pero lo recargo y encontró muchas fotos tomadas de lo que paso en todo el alboroto. Una vez más, el grupo se disponen al ver las fotos de aquella noche que no recuerdan nada, junto con Mike Tyson y entre todos acuerdan verlas una sola vez y luego las borraran todas.

## Reparto

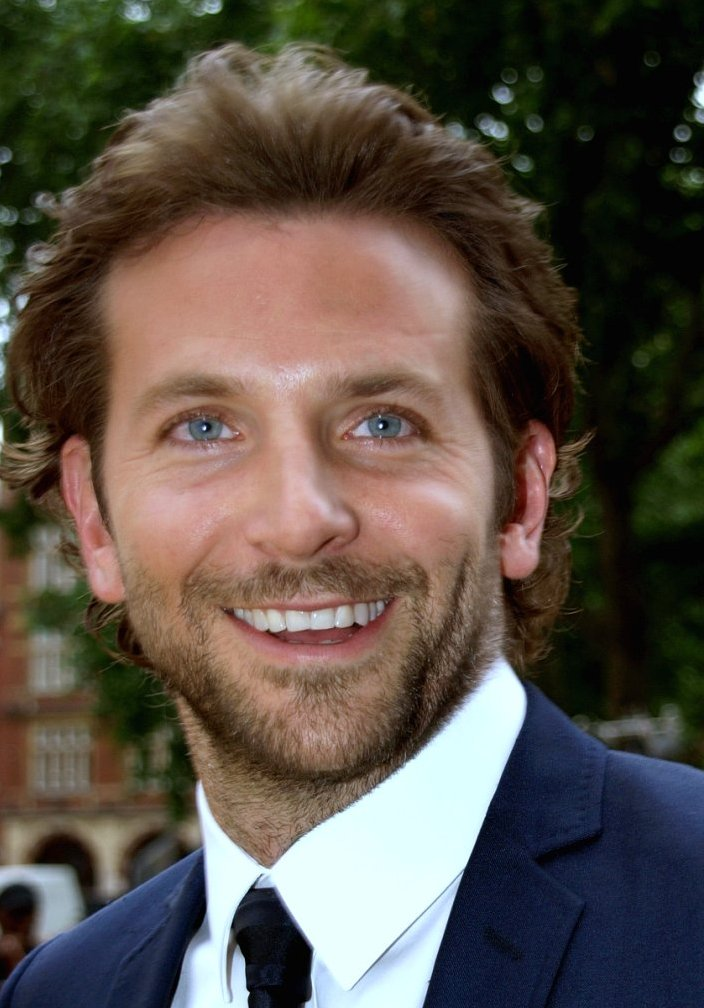
Bradley Cooper interpreta a Phil Wenneck

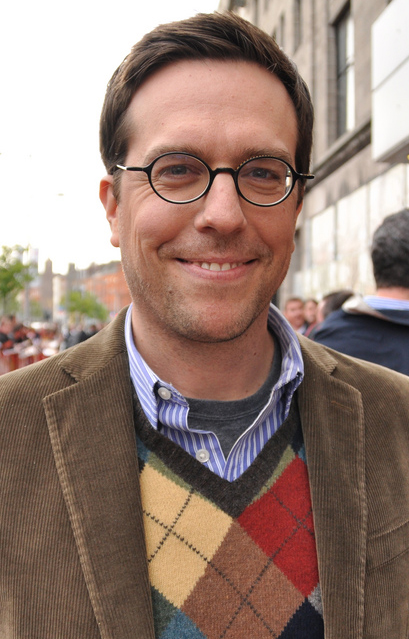
Ed Helms interpreta a Stuart "Stu" Price

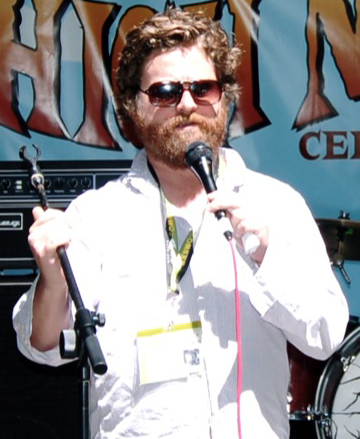
Zach Galifianakis interpreta a Alan Garner

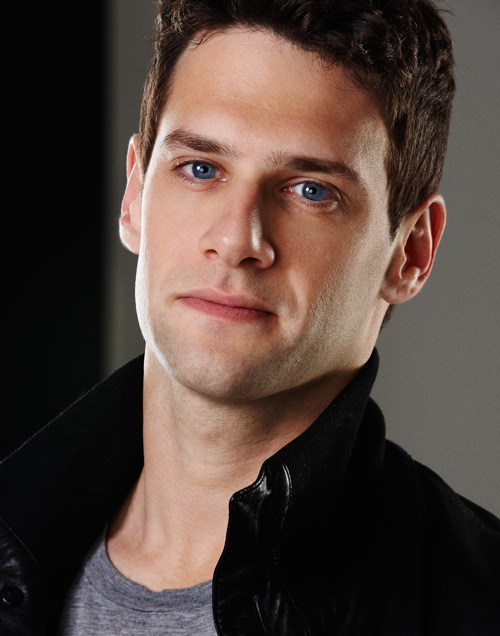
Justin Bartha interpreta a Doug

- Bradley Cooper como Phil Wenneck. El personaje principal que acompaña a sus amigos al matrimonio de Stu en Tailandia. Luego despierta junto a Stu, Alan y Chow en una habitación de un hotel en Bangkok.
- Ed Helms como el Dr. Stuart "Stu" Price. Se va a casar en Tailandia con su prometida Lauren, pero luego celebrando con sus amigos en una playa, despierta en una habitación de hotel en Bangkok, pero pierde al hermano menor de Lauren, así que este no puede ir a su boda sin antes encontrar a Teddy.
- Zach Galifianakis como Alan Garner. Él no es invitado a la boda de Stu debido a que este teme que vuelva a ocurrir lo mismo que pasó hace dos años. Siente celos de Teddy al llevarse la atención de sus amigos por lo que intenta drogarlo, pero falla y drogó a Phil, a Stu, a Teddy y a él mismo.
- Justin Bartha como Doug Billings. Esta vez no se pierde y no cae en el efecto de los medicamentos de Alan, ayuda a los chicos a encubrir la pérdida de Teddy en el hotel.
- Ken Jeong como Leslie Chow. Luego de lo sucedido en Las Vegas, se ha comunicado con Alan vía Internet y se han vuelto amigos, él lleva a los protagonistas a Bangkok.
- Jamie Chung como Lauren Srijai. La prometida de Stu.
- Mason Lee como Teddy Srijai. Es el hermano menor de Lauren, y futuro cuñado de Stu. En esta película él es el se pierde tras ser drogado por Alan.
- Sasha Barrese como Tracy Billings, hermana de Alan y esposa de Doug.
- Aroon Seeboonruant como Monje de un templo de Bangkok que es secuestrado por Phil, Stu, Teddy y Alan.
- Paul Giamatti como Kingsley Guy / Detective Peters. Un detective de Interpol que dirige una investigación para capturar a Chow haciéndose pasar por un mafioso hombre de negocios.
- Nick Cassavetes como Joe un tatuador de Bangkok que le hizo un tatuaje a Stu en la cara.
- Gillian Vigman como Stephanie Wenneck.
- Yasmin Lee como Kimmy, prostituta transexual de Bangkok con la que Stu tiene relaciones sexuales mientras estaba drogado.
- Bryan Callen como Samir, dueño de un prostíbulo en Bangkok y traficante de armas.
- Jeffrey Tambor como Sid Garner, padre de Alan y Tracey.
- Sondra Currie como Linda Garner, esposa de Sid y madre de Alan y Tracey.
- Nirut Sirichaya como Fong Srisai, padre de Lauren y Teddy.
- Andrew Howard como Nikolai.
- Mike Tyson (cameo).
- Nick Cassavetes (cameo).

## Producción
Se rodó entre el 8 de octubre de 2011 y 1 de enero de 2012. Se rodó íntegramente en Bangkok, Tailandia. En un principio Mel Gibson iba a realizar un cameo interpretando a un tatuador, pero la idea fue rechazada, siguiendo las protestas de todo el reparto y equipo de la película. Fue sustituido por Liam Neeson, sin embargo Todd Phillips quiso rodar de nuevo la escena en la que intervenía el actor, pero este no estaba disponible en ese momento, por lo que el cameo fue finalmente realizado por Nick Cassavetes. Durante la filmación de la escena en la que Stu descubre su tatuaje en la cara, Bradley Cooper se echó a reír en repetidas ocasiones y el director decidió incorporarlo al guion porque le resultó divertido. Bill Clinton visitó el set de rodaje y numerosas publicaciones escribieron erróneamente que este iba a realizar un cameo.

## Recepción

### Respuesta crítica
Según la página de Internet Rotten Tomatoes obtuvo un 36 % de comentarios positivos, llegando a la siguiente conclusión: "una copia de la primera parte más cruel, oscura y picante; a The Hangover Part II le falta el elemento sorpresa (y parte de la diversión) que convirtieron a la primera cinta en un éxito". Peter Travers escribió para Rolling Stone que "toma los mismos ingredientes, añade una nueva localización —Bangkok reemplaza a Las Vegas— y la historia se repite a sí misma. Excepto porque esto, no sucede. The Hangover Part II es un plomazo". Roger Ebert señaló que "The Hangover, Part II es como un reto a la tolerancia del público hacia lo escabroso (...) Alan (Zach Galifianakis, el personaje robaescenas de la película original de 2009), también se lleva una buena parte de ésta". Según la página de Internet Metacritic obtuvo críticas mixtas, con un 44 %, basado en 40 comentarios de los cuales 10 son positivos.

### Taquilla
Estrenada en 3615 cines estadounidenses debutó en primera posición con 85 millones de dólares, con una media por sala de 23 775 dólares, por delante de Kung Fu Panda 2. Recaudó en Estados Unidos 254 millones de dólares. Sumando las recaudaciones internacionales la cifra asciende a 581 millones. El presupuesto estimado invertido en la producción fue de 80 millones. Es la sexta película más taquillera del año 2011 a nivel mundial, por delante de Cars 2 y por detrás de Fast Five.

## Videojuego
Monkey vs. Chow es el videojuego oficial de la película para plataformas iOS. El juego trata de que el mono le robó a Chow un documento secreto. Ahora debe recuperarlo y enfrentarse a varios enemigos.